# Col de Pozedonne
Le col de Pozedonne est un col situé dans le Massif central en France. Il se trouve dans le département de la Haute-Loire à une altitude de 977 mètres.

## Toponymie
Pozedonne vient de posadona qui signifie « noria ».

## Géographie
Le col est dans le massif du Meygal sur la route des Sucs (ancienne route 88) et est accessible en empruntant la sortie de la route nationale 88 au niveau des Granges, ou depuis la D 152 à Yssingeaux.

## Histoire
En 2012, un panneau indicateur y a été installé.